# Pöddern
Pöddern ist eine Fischfangtechnik aus Ostfriesland, auf den Aal, die sehr einfaches Gerät, ohne Einsatz eines Angelhakens, verwendet.
Pöddern war und ist populär an großen Fließgewässern, wie zum Beispiel der Elbe bei Hamburg und wird vorrangig an den Köpfen von Stacks und Buhnen, die der Strömungsregulierung und -beeinflussung dienen, betrieben. Als vielversprechend gilt zudem der Einsatz in kleineren, auch tideunabhängigen Fließgewässern (Bäche, Flusszuläufe) sowie das Pöddern vom Boot.
Pöddern wird in der Regel nachts bzw. mit Einbruch der Dämmerung vorgenommen. Fänge während des Tages sind jedoch in trübem Wasser (Brack) ebenfalls möglich.
Die Saison beginnt ca. im April (kleinere, schnell erwärmende Gewässer) und dauert bis in den späten Herbst hinein. In der Regel sinken die Chancen auf einen Fang mit den ersten kontinuierlichen Frostnächten.
Pöddern kann von einer Person alleine vorgenommen werden, meist sind zwei Leute beschäftigt.

## Das Fanggerät
Hauptbestandteile sind eine lange Stange von zwei bis drei Metern Länge und eine kräftige Schnur in der Länge der Stange. Eine „richtige“ Angelrute mit geeigneter Angelschnur wird aus Kostengründen nicht verwendet.
Der fangende Teil besteht aus einem Bündel Tauwürmer, dem „Pödder“. Die Würmer werden mit einer Stopfnadel der Länge nach auf einen kräftigen Wollfaden aufgezogen. Diese „Wurmkette“ hat im Allgemeinen eine Länge von eineinhalb bis zwei Metern und besteht aus ca. 20–30 Tauwürmern. Die Kette wird über der Hand zu einem Bündel gewickelt und an einem an der Leine der Stange geknoteten Wirbel befestigt. Zur Beschwerung in strömungsreichen Gewässern wird zudem ein Oliven- oder Sargblei in den Wirbel eingehängt.
Als Restlichtverstärker haben sich weiße Bettlaken bewährt, die in Fallrichtung der Aale ausgelegt werden. Weiterhin werden abhängig vom Ort der Durchführung Köderfischsenken, Regenschirme oder auch Plantschbecken genutzt.

## Der Fang
Der Fänger versenkt das Wurmbündel im Wasser und hofft auf ein Verbeißen von Aalen in seinem Köder. Bei gutem Aalvorkommen an der Fangstelle wird dies binnen einiger Minuten der Fall sein. Der Aal hat vergleichsweise feine Zähne, die in dem Wollfaden recht fest sitzen.
Aale beißen in der Regel gegen die Strömung und ziehen den Pödder mit ihr fort. Der Angler verspürt einen mitunter sehr kräftigen Ruck in seinem Stock. Nach Ablauf der Wartezeit wird der Pödder mit kräftigem aber gefühlvollem Schwung aus dem Wasser gerissen und mit Stange und Schnur ein „Peitschenschlag“ nach hinten ausgeführt. Die zu Boden fallenden Aale (oft haben sich mehrere verbissen) werden (von der zweiten Person) eingesammelt oder landen zielgenau in Becken, Schirm oder auf einem Bettlaken.

## Kritik
Das Pöddern ist nach der Hamburger Verordnung zur Durchführung des Hamburgischen Fischereigesetzes vom 3. Juni 1986 (Stand 4. Dezember 2007) / § 5 Fischereigerät erlaubt.
Einige Freizeitfischer lehnen das Pöddern als nicht waidgerecht ab. Im positiven Sinne gilt jedoch zu berücksichtigen, dass bei waidgerechtem Verhalten die Einhaltung der gesetzlichen Mindestmaße in Hinblick auf die Unversehrtheit des Fisches unbedingt vorausgesetzt werden kann.
Der Fisch bleibt unverletzt und kann aussortiert und zurückgesetzt werden.
Pöddern ist in Bezug auf die Behandlung der verwendeten Würmer als tierschutzwidrig einzustufen.
Pöddern ist eine Massenfangmethode, die der Ethik des Freizeitfischers widerspricht und hinsichtlich der Effektivität für die Berufsfischerei bedeutungslos ist.